# Itt a földön (film, 2000)
Az Itt a földön (eredeti címe: Here On Earth) 2000-ben bemutatott amerikai romantikus filmdráma, melyet Mark Piznarski rendezett. A főbb szerepekben Chris Klein, Leelee Sobieski és Josh Hartnett látható.
A film premierje 2000. március 15-én volt az Egyesült Államokban. Magyarországon videókazettán volt elérhető 2001. március 1-től.

## Cselekmény
Kelley és Jasper autóversenybe keveredik, és véletlenül megrongálják a Mable's Table-t, Samantha Cavanaugh szüleinek éttermét. Mindkettőjüket arra ítélik, hogy a károk kijavításával közmunkát végezzenek. Bár Kelley jómódú családból származik, Jasper szülei pedig munkásosztálybeliak, hamarosan azon kapják magukat, hogy ugyanazért a lányért, Samantháért harcolnak. 
Míg Jasper és Samantha nyilvánosan évek óta randevúznak, addig titokban Kelley és Samantha elkezdenek több időt kettesben tölteni. Hamarosan rájönnek, hogy több közös van bennük, mint gondolták, és egymásba szeretnek. Egy Kelley bostoni otthonába tett kirándulás során Kelley elárulja Samanthának, hogy az édesanyja öngyilkos lett. Samantha behozza Kelleyt a házba, és együtt alszanak. Reggel, miután Sam reggelit készít Kelley-nek, megérkezik Kelley apja, és közli vele, hogy hamar főiskolára kell jelentkeznie, és fel kell hagynia a Samanthával való kalandjával. 
A kisvárosba visszatérve Samantha szülei hamarosan megtudják, hogy a lányuk csontritkulásos daganata, amelyet eredetileg egy futóversenysérülés után fedeztek fel, kiújult, és már csak néhány hónapja van hátra. Samantha elmondja Kelley-nek, hogy szerinte mindenkinek megvan a maga mennyországa, és az az életben szeretett dolgok kombinációjából áll. Azt mondja, hogy az édesanyja Kelleyvel van a mennyországában. Amikor Kelley megtudja a szörnyű igazságot Samantháról, el kell döntenie, hogy engedelmeskedjen-e apja kívánságának, és főiskolára menjen, vagy maradjon élete első szerelme mellett. Kelley és Jasper befejezte a vendéglő újjáépítését, és lejárt a próbaidejük. Kelley elhagyja a várost, de visszatér, hogy Samanthával lehessen élete utolsó hónapjaiban. A temetésén Kelley egy versrészletet szaval el egy versből, amit Samanthával közösen szerettek. A film Samanthával zárul, ahogy egy mezőn fut végig a mennyország saját verziójában.

## Szereplők
| Szerep                | Színész               | Magyar hangja      |
| --------------------- | --------------------- | ------------------ |
| Richie Kelley         | Chris Klein           | Welker Gábor       |
| Samantha              | Leelee Sobieski       | Vadász Bea         |
| Jasper                | Josh Hartnett         | Seszták Szabolcs   |
| Malcolm Arnold        | Annie Corley          | Gruiz Anikó        |
| Betsy Arnold          | Bruce Greenwood       | Balázsi Gyula      |
| Earl Cavanaugh seriff | Annette O’Toole       | Antal Olga         |
| Jo Cavanaugh          | Elaine Hendrix        | Fésűs Bea          |
| John Morse            | Stuart Wilson         | Barbinek Péter     |
| Robin Arnold          | Ronni Saxon           | Bogdányi Titanilla |
| Pete                  | Tac Fitzgerald        | Zámbori Soma       |
| Vanessa               | Jessica Stier         | Oláh Orsolya       |
| Charlie               | Erik Eidem            | Seder Gábor        |
| Steve                 | Zach Fehst            | Janovics Sándor    |
| Shiverson igazgató    | Peter Gregory Thomson | Kajtár Róbert      |
| Maddick bírónő        | Isabell O’Connor      | Némedi Mari        |
| pap                   | Garth Schumacher      | Kajtár Róbert      |

## Fogadtatás
A film gyengén szerepelt a kritikusok körében. A Rotten Tomatoeson 17%-os minősítést ért el 69 értékelés alapján, az összefoglaló szerint: „A kritikusok szerint az Itt a földön gyengesége a forgatókönyvben rejlik. A történet a fiatal tinilányok számára vonzó lehet, de a túlságosan szentimentális és sablonos jellegetől szenved. A film operatőri munkája azonban gyönyörűen érzékelteti a minnesotai környezetet.” Jay Carr a Boston Globe-tól azt írta: „Három vonzó előadót olyan anyaggal terhelnek meg, amely nem ér fel hozzájuk a Here on Earth-ben.” Lou Lumenick a New York Posttól úgy vélte, „ehhez képest a hasonló témájú Love Story kifejezetten kifinomultnak tűnik.”
A MetaCritic 25 pontot adott a 100-ból 24 vélemény alapján. Roger Ebert a Chicago Sun Timestól azt írta: „Túl könnyen belecsúszik az érzelgősségbe; a szereplőknek többet kellett volna küzdeniük.”
Az Itt a földön veszteséges volt. A Box Office Mojo szerint 10 millió dolláros bevételt ért el a 15 milliós költségvetésre.